# Démétrius de Dmanissi
 (février 2017).
Si vous disposez d'ouvrages ou d'articles de référence ou si vous connaissez des sites web de qualité traitant du thème abordé ici, merci de compléter l'article en donnant les références utiles à sa vérifiabilité et en les liant à la section « Notes et références ».
Démétrius de Dmanissi (mort vers 1305) est un prince géorgien du XIIIe siècle, de la famille des Bagrations.

## Biographie
Démétrius Bagration est le fils aîné du roi Vakhtang III de Géorgie et de son épouse, une princesse de la maison Chabouridzé d'Aragvi.
La Chronique géorgienne de Vakhoucht Bagration (XVIIIe siècle) dit que Démétrius a reçu en apanage le duché de Dmanissi. Il meurt probablement avant son père, vers 1305.